# Compsophorus maculiceps
Compsophorus maculiceps är en stekelart som först beskrevs av Cameron 1903.  Compsophorus maculiceps ingår i släktet Compsophorus och familjen brokparasitsteklar. Inga underarter finns listade i Catalogue of Life.